# Жан Петіто
Жан Петіто (фр. Jean Petitot; 12 липня 1607, Женева — 3 квітня 1691, Веве) — французький живописець мініатюрних портретів на емалі, прозваний «Рафаелем мініатюрного живопису». Батько мініатюриста Жан-Луї Петіто.

## Біографія
Навчався малювання у Женеві у свого батька Saül Petitot, різьбяра по дереву. Був четвертим сином у сім'ї. Готувався бути ювеліром; вивчав також емальування та відвідав Італію, щоб познайомитися з виробництвом емалі. Також навчався у ювеліра на ім'я П'єр Бордьє.
У 1635 році вирушив до Лондона, де його успіхам багато сприяв А. Ван Дейк, з оригіналів якого їм було виконано кілька мініатюрних емалевих портретів, включаючи портрети графині Соутгемптон (Rachel de Massue, 1603—1640; був виконаний в 1642 і зберігався у Чатсуорт-хаусе) та герцога Бекінгема.
Коли в Англії спалахнула громадянська війна, Петіто перебрався до Парижа, де, увійшовши у співпрацю з мініатюристом Ж. Бардьє, досяг ще більшої слави.
Скасування Нантського едикту змусило його піти до Швейцарії. Мав 17 дітей.
Оригіналами для мініатюр Петіто були портрети роботи Хонтхорста, Міньяра, Нантейля, Шампеня та інших. Великі збори його творів перебувають у Луврському музеї Парижі.